# Abigail Hopper Gibbons
Abigail (Abby) Hopper Gibbons, född Hopper 7 december 1801 i Philadelphia, död 16 januari 1893 i New York, var en amerikansk aktivist.
Gibbons var aktiv inom rörelsen för social renhet; hon var ordförande i New York Committee for the Prevention of State Regulation of Vice och motsatte sig alla åtgärder i syfte att reglera prostitutionen. Hon hade även ett livslångt intresse för rehabilitering av kvinnliga fångar och bedrev under många  år lobbyverksamhet i syfte att förbättra förhållandena för dömda kvinnor. Det var till stor del hennes förtjänst att den delstatslag som 1892 ledde till inrättandet av en uppfostringsanstalt för kvinnor i New York tillkom.